# Kalendarium historii Albanii
Kalendarium historii Albanii – uporządkowany chronologicznie, począwszy od czasów najdawniejszych aż do współczesności, wykaz dat i wydarzeń z historii Albanii.

## Czasy najdawniejsze
- II w. p.n.e. – tereny obecnej Albanii dostały się pod panowanie rzymskie (prowincje Epir, Dalmacja i Macedonia)[1]
- II poł. I w. n.e. – początek chrystianizacji[2]
- IV w. – tereny obecnej Albanii znalazły się w Cesarstwie Wschodniorzymskim[1]
- VI–VII w. – plemiona słowiańskie napłynęły na tereny dzisiejszej Albanii[1]
- IX w. – o ziemie albańskie rywalizowały wówczas: Bułgaria, Wenecja, Andegaweni sycylijscy i Serbia[1]
- przełom XII i XIII w. – powstało pierwsze księstwo albańskie (Arbëria, stolica w Kruji)[1][3]
- lata 30. XV w. – Turcy podbili prawie całą Albanię[1]

## Rządy tureckie
- 1443–1479 – pod wodzą Skanderbega wybuchło pierwsze powstanie antytureckie. W wyniku powstania utworzono niezależne państwo[1][3]
- ok. 1479 – Turcy ponownie podbili Albanię (bez górskich enklaw na północy i południu)[1]
- 1788–1822 – rządy Alego Paszy z Tepeleny[3]
- XIX w. – początek odrodzenia świadomości narodowej Albańczyków[1]
- 1878 – w Prizrenie powstała Liga Prizreńska dążąca do autonomii kraju[1]
- październik 1912 – w wyniku I wojny bałkańskiej ziemie albańskie zajęły wojska koalicji antytureckiej[1]
- listopad 1912 – proklamowano niepodległość Albanii[1]
- 28 grudnia 1912 – konferencja ambasadorów w Londynie zdecydowała się na utworzenie autonomicznego państwa pod władzą zwierzchnią Turcji i protektoratem mocarstw europejskich[1][3]

## Lata 1912–1944
- lipiec 1913 – konferencja ambasadorów w Londynie przyznała Albanii niepodległość i wyznaczyła granice państwa[1]
- 1914–1918 – I wojna światowa; Albania okupowana przez Włochy, Grecję, Francję, Serbię, Czarnogórę i Austro-Węgry[1]
- 1920 – ponownie zatwierdzono niepodległość Albanii[1]
- grudzień 1924 – obalono rząd Fana Noliego, władzę objął Ahmed beg Zogu, który wprowadził dyktaturę[1]
- marzec 1925 – uchwalono konstytucję Albanii[2]
- 1925 – Ahmed beg Zogu został prezydentem Albanii[1]
- 1926 – Albania związała się politycznie i wojskowo z Włochami[1]
- marzec 1928 – znowelizowano konstytucję[2]
- 1928 – Albania stała się monarchią – Ahmed beg Zogu obwołał się królem, przyjmując imię Zogu I[1]
- 7 kwietnia 1939 – w wyniku próby uniezależnienia się od Włoch zajęły one Albanię i obaliły króla Zogu I[1]
- 10 listopada 1943 – wojska niemieckie rozpoczęły okupację Albanii[1]
- 29 listopada 1944 – Niemcy opuściły Albanię, władzę przejęli komuniści pod przywództwem Envera Hodży[1][3]

## Rządy komunistyczne
- 14 marca 1946 – uchwalono nową konstytucję[2]
- 1948 – powstała Albańska Partia Pracy (APP)[1]
- 1948 – część kierownictwa partyjnego APP opowiedziała się za stworzeniem unii z Jugosławią. Przeciwnicy zjednoczenia obu państw odrzucili pomysł[1]
- 26 listopada 1949 – rząd formalnie zagwarantował wolność religijną[2]
- 1949 – Albania została członkiem RWPG[1]
- 1955 – Albania wstąpiła do Układu Warszawskiego i ONZ[1]
- 1960 – nastąpiło gwałtowne pogorszenie stosunków z ZSRR i innymi państwami Układu Warszawskiego (oprócz Rumunii)[1]
- grudzień 1961 – Albania zerwała stosunki dyplomatyczne z ZSRR[2]
- 1962 – Albania przestała uczestniczyć w pracach RWPG[1]
- 22 listopada 1967 – władze zakazały wszelkich praktyk religijnych[2]
- 1968 – Albania wystąpiła z Układu Warszawskiego i rozpoczęła współpracę polityczną, gospodarczą i wojskową z Chińską Republiką Ludową[1]
- 1970 – zakończono elektryfikację Albanii[4]
- 1 listopada 1971 – Enver Hodża ogłosił zwycięstwo w walce z religią[2]
- 1975 – Albania nie podpisała Aktu końcowego KBWE w Helsinkach (jako jedyne europejskie państwo)[1]
- 28 grudnia 1976 – uchwalono nową konstytucję[2]
- 1978 – Albania zakończyła współpracę z Chinami[1]
- 1985 – zmarł Enver Hodża, władzę w kraju przejął Ramiz Alia[1]
- 1988 – wprowadzono zakaz nadawania dzieciom imion pochodzenia chrześcijańskiego lub islamskiego[2]
- 1989 – wybuchły manifestacje antyrządowe[1]
- koniec lat 80. XX w. – początek kryzysu gospodarczego w Albanii[1]
- lato 1990 – w Tiranie doszło do zamieszek i masowego napływu przeciwników komunizmu do ambasad[1]
- lipiec 1990 – ok. 5 tys. Albańczyków, którzy znaleźli azyl w zagranicznych przedstawicielstwach dyplomatycznych, opuściło kraj (za zgodą władz)[1]
- 1990 – powstała Demokratyczna Partia Albanii[5]
- styczeń 1991 – wybuchła fala strajków o podłożu gospodarczym i politycznym[1]
- marzec 1991 – wybory parlamentarne wygrała APP, parlament wybrał na urząd prezydenta Ramiza Alię[1]
- 1991 – uchwalono nową konstytucję, w wyniku której zmieniono nazwę państwa na Republikę Albanii[1]
- marzec 1991 – pod presją społeczną przeprowadzono wybory parlamentarne, które wygrała Albańska Partia Pracy – prezydentem został Ramiz Alia
- 10–13 czerwca 1991 – przeprowadzono X zjazd partii APP, podczas którego zmieniono nazwę partii na Albańską Partię Socjalistyczną (APS)[1]

## Czasy najnowsze
- 1992–1997 – pierwsza faza działań zmierzających do dekomunizacji Albanii
- 1992 – początek reform gospodarczych przeprowadzanych zgodnie z programem MFW[4]
- 1996 – przeprowadzono wybory parlamentarne, które wygrała Demokratyczna Partia Albanii
- 1997 – wybuchła rewolucja piramidowa
- 1997 – Sali Berisha ustąpił ze stanowiska w wyniku pogorszenia sytuacji ekonomicznej Albanii
- 1997 – przeprowadzono przyspieszone wybory parlamentarne, które wygrała APS. Parlament wybrał na urząd prezydenta Rexhepa Mejdaniego
- 1998 – uchwalono nową konstytucję[6]
- 2001 – wybory parlamentarne wygrała ponownie APS i jej sojusznicy[1]
- 2002 – nowy parlament wybrał na urząd prezydenta Alfreda Moisiu[1]
- 2005 – przeprowadzono wybory parlamentarne, które wygrała koalicja APD i sześciu małych ugrupowań[1]
- 2007 – parlament wybrał na urząd prezydenta Bamira Topiego[1]
- 1 kwietnia 2009 – Albania wstąpiła do NATO[7]
- 28 kwietnia 2009 – Albania złożyła wniosek w sprawie wejścia do Unii Europejskiej[8]
- 2009 – wybory parlamentarne wygrała ponownie APD[1]
- 2012 – prezydentem został Bujar Nishani[1]
- 2013 – wybory parlamentarne wygrała APS[1]